# Ulanhu
| Mongolische Bezeichnung            | Mongolische Bezeichnung |
| ---------------------------------- | ----------------------- |
| Mongolische Schrift:               | ᠤᠯᠠᠭᠠᠨᠬᠦᠦ               |
| Transliteration:                   | ulaɣan küü              |
| Offizielle Transkription der VRCh: | Ulanhu                  |
| Kyrillische Schrift:               | Улаанхүү                |
| ISO-Transliteration:               | Ulaanhùù                |
| Transkription:                     | Ulaanchüü               |
| Chinesische Bezeichnung            |                         |
| Traditionell:                      | 烏蘭夫 bzw. 云泽        |
| Vereinfacht:                       | 乌兰夫 bzw. 雲澤        |
| Pinyin:                            | Wūlánfū bzw. Yún Zé     |

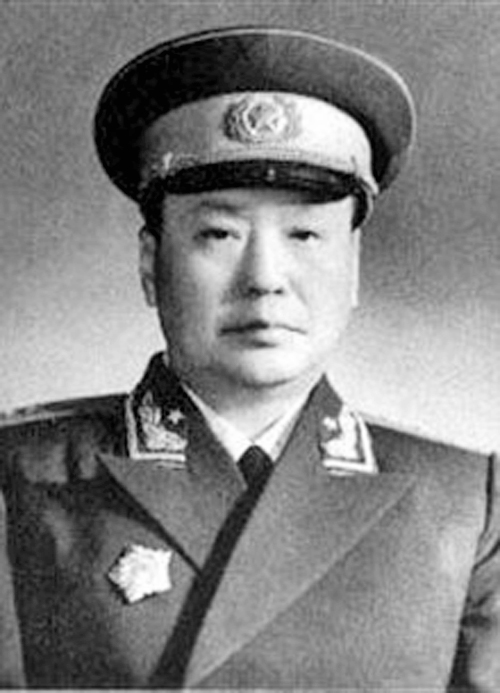
Ulanhu 1955

Ulanhu („roter Sohn“; * 1906; † 8. Dezember 1988 in Peking) war ein mongolischer Politiker der Volksrepublik China.
Ulanhu stammte aus einer Familie chinesischsprachiger mongolischer Bauern aus dem Linken Tumed-Banner in der Nähe von Hohhot. Im Jahr 1923 trat er in die Sozialistische Jugendliga Chinas und 1925 in die Kommunistische Partei Chinas ein. Er studierte ab 1925 u. a. gemeinsam mit Wang Ruofei, Zhou Enlai, Jiang Jingguo, Deng Xiaoping, Liao Chengzhi und Lin Boqu an der Sun-Yat-sen-Universität in Moskau. 1929 kehrte er nach China zurück und setzte seine politische Tätigkeit in der Inneren Mongolei fort. Als die Rote Armee der Kommunistischen Partei Chinas nach dem Langen Marsch ihre Hauptquartiere im Norden der Provinz Shaanxi an der Grenze zur Inneren Mongolei bezog, wurde die Unterstützung durch die Mongolen von essentieller Bedeutung, und Mao Zedong versprach in einer historischen Proklamation vom Dezember 1935 den Mongolen weitgehende Autonomie und rief sie auf, sich dem Kampf gegen die japanischen Invasoren und die nationalchinesische Regierung anzuschließen. Ulanhu folgte dem Aufruf und sammelte 1941 seine Kräfte in der kommunistischen Basis Yan’an.
1947 wurde das Autonome Gebiet Innere Mongolei gegründet und Ulanhu bekleidete zahlreiche hohe Partei- und Regierungsämter, bis er zu Beginn der Kulturrevolution abgesetzt wurde. Im Jahr 1973 wurde Ulanhu rehabilitiert und war unter anderem von 1983 bis 1988 Nachfolger von Dong Biwu als stellvertretender Präsident der Volksrepublik China unter Li Xiannian.
Im Jahr 1992 wurde in Hohhot eine Gedenkstätte für Ulanhu (Wūlánfū jìniànguǎn 乌兰夫纪念馆) eingerichtet.

## Werke
- Wūlánfū xuǎnjí 《乌兰夫选集》.
- Wūlánfū yánlùn jí 《乌兰夫言论集》.
- Wūlánfū huíyìlù 《乌兰夫回忆录》. Zhōnggòng dǎngshǐ zīliào chūbǎnshè 中共党史资料出版社, Beijing 1989.
- Wūlánfū lùn mùqū gōngzuò 《乌兰夫论牧区工作》. Nèiměnggǔ rénmín chūbǎnshè 内蒙古人民出版社, Hohhot 1990.
- Wūlánfū lùn mínzú gōngzuò 《乌兰夫论民族工作》. Zhōnggòng dǎngshǐ chūbǎnshè 中共党史出版社 Beijing 1997.